# أبيات نيقولا دل
الرسام الإيطالي نيقولا دل أبيات (Niccolò dell'Abbate) اختلف المؤرخين على تاريخ ولادته منهم من كتب سنة 1509 ومنهم من قال 1512 وكذلك اختلفوا على مكان وفاته منهم من يقول توفي في باريس ومنهم من يقول في فونتينبلو سنة 1571.

## مسيرته
ولد الفنان نيقولا دل أبيات حوالي عام 1509 في مودينا، تعلم فيها الرسم وبدأ فيها أول أعماله. وفي سنة 1447 اختار الرحيل إلى بولونيا حيث تطورت أعماله بتأثره باعمال فناني عصر النهضة من مدرسة بارما كالفنان أنطونيو دا كوريدجو. معظم لوحاته في بولونيا كانت مناظر طبيعية متقنة ومشاهد من الحياة الأرستقراطية كالصيد والحب ومعظمها لازالت محفوظة في مكتبة جامعة بولونيا. وفي عام 1552 دعاه الملك الفرنسي هنري الثاني ليعمل كعضو في فريق الديكور لديه.